# 塞尔普尔
塞尔普尔（Serpur），是印度西孟加拉邦Murshidabad县的一个城镇。总人口7228（2001年）。

## 人口
该地2001年总人口7228人，其中男性3638人，女性3590人；0—6岁人口1511人，其中男784人，女727人；识字率38.67%，其中男性为47.09%，女性为30.14%。